# Polidoro de Esparta
Polidoro de Esparta, foi rei da cidade grega de Esparta de 700 a.C. até 665 a.C. ano da sua morte, pertenceu à Dinastia Ágida.
Sucedeu a seu pai Alcâmenes e foi sucedido por seu filho Eurícrates.
Álcman de Esparta o descreve como "o loiro Polidoro".
Durante seu reinado, os lacedemônios enviaram colônias para Crotona, na Itália e Lócris Epicefíria, mais a oeste.
A Primeira Guerra Messênia atingiu seu clímax no seu reinado. Teopompo e Polidoro participaram de uma batalha contra os messênios, quatro anos após o início da guerra. Durante a batalha, o batalhão comandado por Teopompo foi derrotado pelo batalhão comandado pelo rei messênio Eufes, mas do outro lado Polidoro derrotou os messênios, e matou seu general Pitárato; apesar dos messênios se desorganizarem e fugirem, Polidoro não os perseguiu, pois preferiu apoiar a ala de Teopompo, enquanto Eufes também não perseguiu a ala de Teopompo.. Com a chegada da noite, as tropas de Polidoro e Eufes não se enfrentaram, e a batalha terminou sem um vencedor. Após a batalha, porém, os messênios decidiram abandonar todas as cidades do interior e concentrar a defesa no Monte Itome.